# Pałac w Olszanach
Pałac w Olszanach – pałac wybudowany w XVII w. przez barona Hansa F. von Nimptsch. w Olszanach, wsi w Polsce, w województwie dolnośląskim, w powiecie świdnickim, w gminie Strzegom.

## Opis
Pałac jest częścią zespołu dworskiego, pierwotnie wybudowany jako renesansowy dwór z fosą i kamiennym mostem z XVI w. Przebudowany w XVII w. Zdewastowany w 1945 i rozebrany  w latach 70. XX w. Do współczesnych czasów z piętrowego obiektu zachował się fragment ściany frontowej z ryzalitem zawierającym główne wejście w półkolistym portalu pomiędzy dwiema kolumnami korynckimi podtrzymującymi balkon. Pałac należał m.in. do rodziny Hohenzollernów. Obecnie w ruinie.